# Bolla (azienda)
Bolla è un'azienda vinicola italiana con sede in Valpolicella. Produce vini classici veneti con distribuzione internazionale.

## Storia

### 1883 – 1910
La prima cantina risale al 1883 e fu realizzata a Soave da Abele Bolla, proprietario della locanda "Al gambero".
Il primo riconoscimento ufficiale venne attribuito all'azienda nel 1909 quando, alla fiera di Bologna, Bolla ottenne la medaglia d'oro per i vini di qualità.

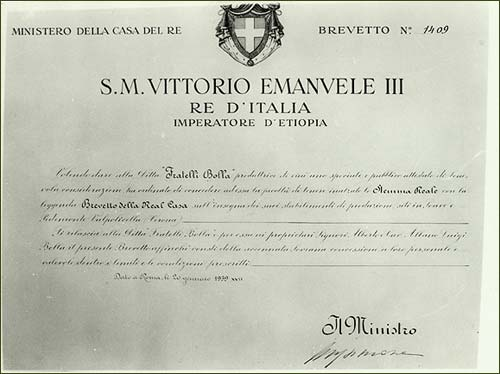
Il brevetto della Casa Reale di Savoia del 1939

### 1911 – 1945
Albano, Alberto e Giulio, figli di Abele, entrano a far parte dell'attività paterna. Albano si occupò dei vigneti a Soave, mentre Giulio aprì il bar «Il Calice» a Venezia. Ad Alberto Bolla si deve invece la fondazione della seconda cantina: negli anni trenta, egli si trasferì a Pedemonte in Valpolicella (a nord-ovest di Verona), e costituì un'azienda specializzata nella produzione di vini Valpolicella e Recioto. Nacque la prima bottiglia, la prima etichetta e al "Soave" ed al Valpolicella, si aggiunse il Bardolino.
Nel 1939 Bolla fu una delle poche aziende vinicole ad ottenere, dalla Casa Reale di Savoia, il brevetto per potersi fregiare dello stemma reale.

### 1946 – 1960
Entrarono in aziende i nipoti Sergio e Giorgio. .
Il 13 aprile 1953 vide la luce la Riserva del Nonno, annata 1950. Proprio da questa felice intuizione iniziò la fortuna dell'Amarone: i primi a commercializzarlo furono i fratelli Bolla.

### 1961 – 1989
Venne fondata la Fratelli Bolla e fu potenziata la campagna pubblicitaria anche attraverso la radio e la TV, con Giorgio Gaber che, nei telecomunicati trasmessi dalla RAI nel 1963, interpretò un apposito jingle sull'aria di una sua famosa canzone di quel periodo, Trani a gogò.
Nel 1967, Brown-Forman Corporation (compagnia multinazionale con sede nel Kentucky, proprietaria di marchi quali Jack Daniel’s, Tuaca  ecc.) diventa importatore per gli Stati Uniti e quattro anni dopo compra il 40% del brand.

### 1990 – 2006
Nel 2000 Cantine Bolla venne acquisita totalmente da Brown-Forman divenendone unico proprietario.

### 2007 – oggi
Alla fine del 2006, il Gruppo Italiano Vini compra la cantina di Pedemonte, continua la produzione dei vini Bolla e diventa distributore per il mercato italiano. Nel 2009, GIV acquisisce il 100% del marchio da Brown-Forman e Banfi Vintners, della famiglia Mariani, diventa partner esclusivo per il mercato USA.